# Nakapiripirit
Nakapiripirit è un centro abitato dell'Uganda, situato nella Regione settentrionale. 